# توناپوالی

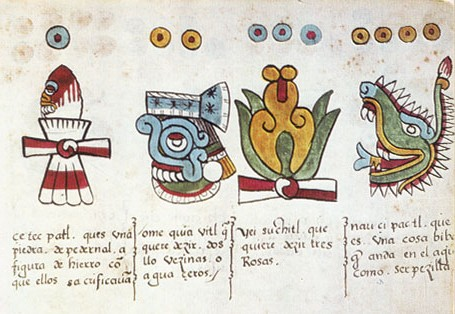
صفحه ۱۱ از دفترنامه ماگلیابچانو از مجموعه دفترنامه‌های آزتک که بخشی از سمبل‌های ۴ روزه را نشان می‌دهد

توناپوالی (ناهواتل: Tōnalpōhualli) تلفظ آن در زبان ناواتل، تونالْپووالّی و به معنی روزشمار است که عبارت است از یک تقویم با چرخهٔ ۲۶۰ روزه از تمدن آزتک‌ها که در منطقهٔ آمریکای میانه طی دوران پیشاکلمبی مورد استفاده قرار می‌گرفت. توناپوالی تقویمی خورشیدی یا قمری محسوب نمی‌گردید بلکه شامل ۲۰ وین‌تینا (عنوان یک چرخهٔ ۲۰ روزه در فرهنگ پیشاکلمبی) و ۱۳ ترسینا (عنوان یک چرخهٔ ۱۳ روزه در فرهنگ پیشاکلمبی) بود. هر چرخهٔ ترسینا توسط یک ایزد متفاوت اداره می‌گردید.